# Elias Valtonen

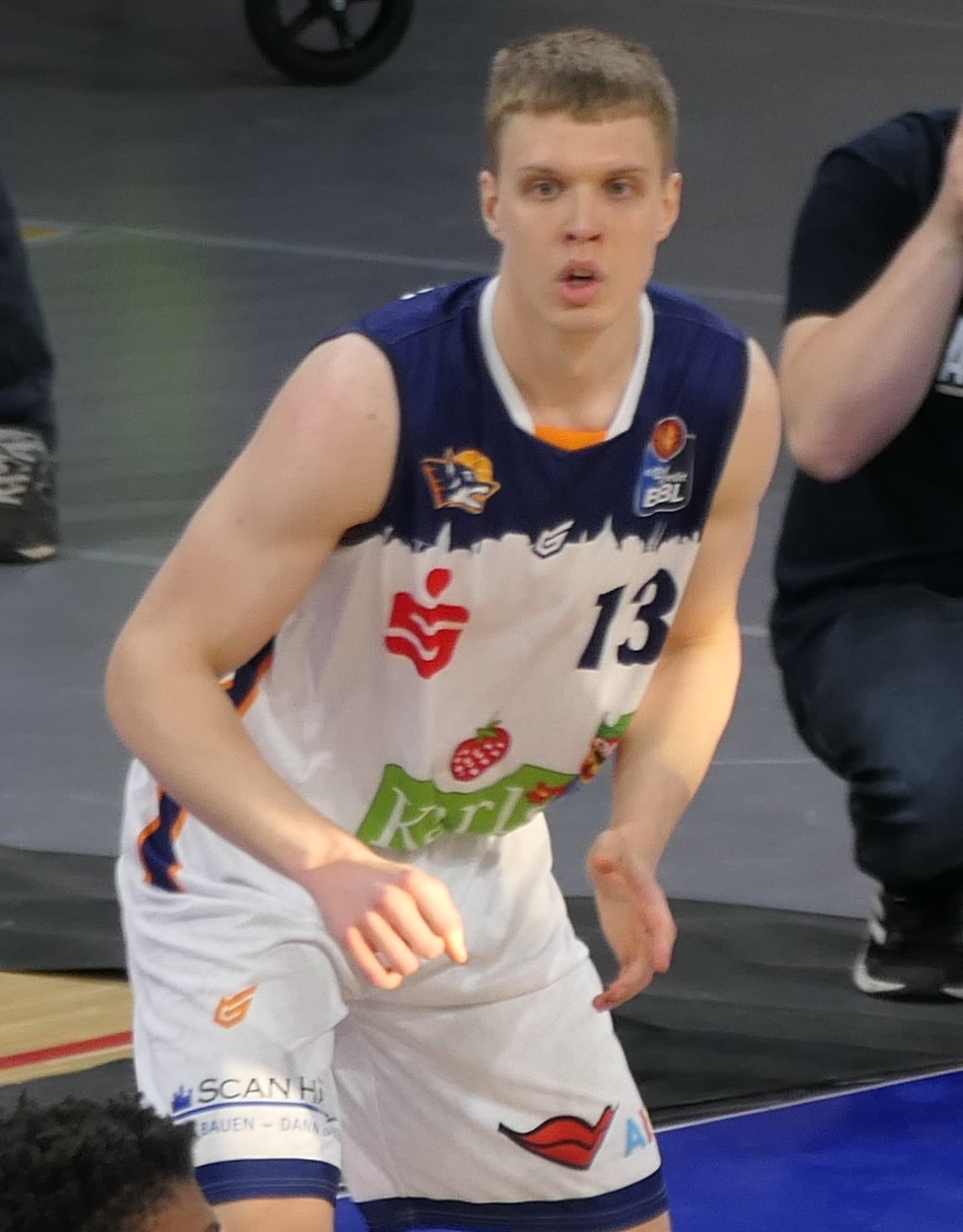
Elias Valtonen (2023)

Elias Veikko Juhani Valtonen (* 11. Juni 1999 in Eura) ist ein finnischer Basketballspieler.

## Werdegang
Valtonen gab während der Spielzeit 2013/14 bei UU-Korihait seinen Einstand in der Korisliiga, der ersten Liga Finnlands. Mit der Mannschaft trat er 2014/15 in der zweiten Liga an, spielte dann von 2015 bis 2018 für die Auswahl der vom finnischen Basketballverband betriebenen und in Helsinki ansässigen Nachwuchsakademie HBA - Märsky ebenfalls in der zweithöchsten Liga. Valtonen wurde dort vom früheren Nationalspieler Hanno Möttölä als Trainer betreut.
Zwischen 2018 und 2020 spielte Valtonen in den Vereinigten Staaten an der Arizona State University unter der Leitung von Trainer Bobby Hurley. Da der Aufenthalt an der Hochschule nicht Valtonens Wünschen entsprach, verließ er die Vereinigten Staaten vor dem Ende der meist vierjährigen Studien- und Spielzeit. Im Sommer 2020 holte Daniel Jansson seinen Landsmann zum deutschen Zweitligisten Tigers Tübingen. In Tübingen wurde er Leistungsträger (23 Spiele: 15,8 Punkte je Begegnung).
Der spanische Erstligist Bàsquet Manresa nahm den Finnen in der Sommerpause 2021 unter Vertrag. In der Saison 2021/22 kam Valtonen in der Liga ACB in 34 Einsätzen im Mittel auf 6,8 Punkte je Begegnung. Im Europapokalwettbewerb Champions League wurde er ebenfalls eingesetzt, stand mit Manresa im Mai 2022 im Endspiel, welches jedoch gegen CB Teneriffa verloren wurde. Anfang Dezember 2022 gab Manresa den Finnen mittels Leihabkommen an den deutschen Bundesligisten Rostock Seawolves ab. Er wirkte in 21 Bundesliga-Spielen mit und erzielte für die Rostocker im Mittel 6,1 Punkte je Begegnung. Anschließend kehrte er nach Manresa zurück.
Ende Februar 2024 wechselte er innerhalb der spanischen Liga ACB zu Fundación CB Granada.

### Nationalmannschaft
Valtonen war finnischer Jugendnationalspieler. Bei der U16-Europameisterschaft 2016 in Kaunas trug er mit einem Mittelwert von 19,1 Punkten je Turnierspiel zum sechsten Platz der finnischen Auswahl bei, stand in der Korbjägerliste der EM auf dem fünften Rang. Er nahm mit Finnland ebenfalls an der U17-Weltmeisterschaft 2016 teil, war bei dem in Saragossa ausgetragenen Turnier erneut bester Korbschütze der Finnen (14,1 Punkte/Spiel). Im selben Jahr gehörte er bei der U18-Europameisterschaft zum finnischen Aufgebot, 2018 nahm er an der B-EM der Altersklasse U20 teil.
2022 bestritt Valtonen bei der Europameisterschaft sieben Spiele, erzielte einen Mittelwert von 6,7 Punkten je Begegnung. 2023 war er Teilnehmer der Weltmeisterschaft.